# رایان رابینز
رایان رابینز (انگلیسی: Ryan Robbins؛ زادهٔ ۲۶ نوامبر ۱۹۷۲) یک هنرپیشه اهل کانادا است.
از فیلم‌های معروف او می‌توان به بازی در فیلم شک منطقی، آشفتگی ۳ و همین‌طور پایان تک تیرانداز(Sniper: Assassin's End) اشاره کرد.